# ZERA
Zera (Eigenschreibweise ZERA; * 2002 in Feldkirch, bürgerlich Marina Pezerović, serbisch-kyrillisch Марина Пезеровић,) ist eine serbisch-österreichische Musikerin bzw. Rapperin.

## Leben
Marina wurde 2002 in Feldkirch, Vorarlberg geboren. Ihre Eltern waren im Jahr 1989 von Novi Sad in Serbien nach Österreich gekommen. Zera interessierte sich schon in ihrer Kindheit für Musik und spielte Klavier und Gitarre und besuchte eine Musikschule in Dornbirn. Im Jahr 2020 lernte sie ihren Freund in Belgrad kennen, der als Musikvideoproduzent schon im Musikbusiness war.
Um mit ihrer Musikkarriere zu starten, zog Pezerović kurz nach ihrem 18. Geburtstag nach Serbien, wo ihr erster Hit „Do Zore“ (deutsch: bis zum Morgengrauen) erschien, welcher mit 22 Millionen Aufrufen auf YouTube (stand Jänner 2023) zum kommerziellen Erfolg wurde. Wenige Monate später folgte ein weiterer Song, der ebenfalls 14 Millionen Aufrufe zählt (stand Jänner 2023).
Im Sommer 2021, ein Jahr nach Beginn ihrer Musikkarriere, hatte Zera ihre ersten Auftritte in Clubs und Diskotheken. Ein weiteres Jahr später, im Sommer 2022, folgten die ersten Auftritte im deutschsprachigen Raum, unter anderem in Graz.
Mit ihrer Single „Kalaši“ schaffte es Zera im Jahr 2022 erstmals in die Hitparade in Österreich (Peak 48 bei Ö3 Austria Top 40).

## Diskografie
| Titel                                           | Erscheinungsjahr | Platz in der Hitparade | Platz in der Hitparade |
| Titel                                           | Erscheinungsjahr | Österreich             | Kroatien               |
| ----------------------------------------------- | ---------------- | ---------------------- | ---------------------- |
| „Do zore“                                       | 2021             | —                      | —                      |
| „Da li si?“                                     | 2021             | —                      | —                      |
| „Zove“                                          | 2021             | —                      | —                      |
| „Namerno“ (mit Maleni)                          | 2021             | —                      | —                      |
| „Papa“                                          | 2022             | —                      | —                      |
| „Moj Broj“ (Lied von Rasta, Zera als featuring) | 2022             | —                      | 12                     |
| „Iz subote u petak“                             | 2022             | —                      | —                      |
| „Olako“                                         | 2022             | —                      | —                      |
| „Baraba“                                        | 2022             | —                      | 5                      |
| „Kalaši“                                        | 2022             | 48                     | 1                      |
| „Lepadasy“ (mit Inas)                           | 2022             | —                      | 23                     |
| „Nad****a“                                      | 2023             | —                      | 6                      |
| „Tvoje ime“ (mit Henny)                         | 2023             | 49                     | 5                      |
| „Frauen“ (mit Nucci)                            | 2023             | —                      | 8                      |
| „Alkohol i disko“                               | 2023             | —                      | —                      |
| „Ccuti“ (mit Desingerica)                       | 2023             | —                      | 2                      |
| „Prezime“ (mit Darko Lazić)                     | 2024             | —                      | 2                      |
| „Majmun“                                        | 2024             | —                      | —                      |